# ليزلي دنلوب
ليزلي دنلوب (بالإنجليزية: Lesley Dunlop)‏ هي ممثلة بريطانية، ولدت في 10 مارس 1956 في المملكة المتحدة.

## أعمال

### أفلام
- (1977) ليلة موسيقية قصيرة
- (1979) تس
- (1980) الرجل الفيل

## وصلات خارجية
- ليزلي دنلوب على موقع IMDb (الإنجليزية)
- ليزلي دنلوب على موقع ألو سيني (الفرنسية)
- ليزلي دنلوب على موقع أول موفي (الإنجليزية)
- ليزلي دنلوب على موقع قاعدة بيانات الأفلام السويدية (السويدية)
- ليزلي دنلوب على موقع قاعدة بيانات الفيلم (الإنجليزية)
- ليزلي دنلوب على موقع كينوبويسك (الروسية)